# Свистун буроспинний
Свистун буроспинний (Pachycephala modesta) — вид горобцеподібних птахів родини свистунових (Pachycephalidae). Ендемік Папуа Нової Гвінеї.

## Підвиди
Виділяють два підвиди:
- P. m. modesta (De Vis, 1894) — схід і південний схід Нової Гвінеї;
- P. m. telefolminensis Gilliard & LeCroy, 1961 — захід Папуа Нової Гвінеї.

## Поширення і екологія
Буроспинні свистуни живуть в гірських тропічних лісах і на високогірних луках Нової Гвінеї.